# Automatic call distribution
ACD staat voor Automatic call distribution.  Het is het proces binnen een telefooncentrale waarbij de binnenkomende telefoongesprekken automatisch worden verdeeld over de beschikbare medewerkers of IVR applicaties.
ACD wordt vaak toegepast bij call centers waarbij vele agenten klanten te woord staan via de telefoon. De binnenkomende telefoongesprekken kunnen worden verdeeld over de beschikbare agenten op basis van een aantal methoden. Zo kan er onderscheid worden gemaakt tussen het kennisniveau van de agenten en worden bepaalde gesprekken over specifieke onderwerpen naar de juiste agent doorgeschakeld.
Zie ook:
- PABX